# Boullay-les-Troux
Boullay-les-Troux is een gemeente in het Franse departement Essonne (regio Île-de-France) en telt 581 inwoners (1999). De plaats maakt deel uit van het arrondissement Palaiseau.

## Geografie
De oppervlakte van Boullay-les-Troux bedraagt 4,8 km², de bevolkingsdichtheid is 121,0 inwoners per km².
De onderstaande kaart toont de ligging van Boullay-les-Troux met de belangrijkste infrastructuur en aangrenzende gemeenten.

## Demografie
Onderstaande figuur toont het verloop van het inwonertal (bron: INSEE-tellingen).